# Автогара Родопи (Пловдив)
Автогара „Родопи“ е автогара в град Пловдив с второстепенно значение.

## Разположение
Автогарата е в непосредствена близост до Централна гара и е изградена връзка с гаровия подлез и гаровия комплекс.

## Транспортни връзки
От Автогара „Родопи“ се обслужват 38 направления до административни центрове на юг от Пловдив и високопланински населени места в Родопите.

## Характеристики
Автогарата е построена през периода 2004 – 2005 г. и е открита на 1 март 2006 г. Площта ѝ е 1100 кв. м.
Сградата е разположена в северозападната част на терена. На подземно ниво е оформена търговската зона. На основното ниво са разположени касовата зона, зона за чакащи пътници, стая за майки с деца, гардероб за багаж, кафе, снек бар за бързо хранене и РЕП. На второ ниво са разположени офисите ръководството на автогарата и на административно-управленския персонал на фирма „Хеброс Бус“.
В източния край е изграден паркинг за автобуси с 20 места, а в южната част на терена има паркинг за 40 автобуса.
Автогарата разполага с 3 сектора за пристигащи автобуси и 11 за заминаващи в покрита площ от 1180 кв. м.